# أمنات تشاروين
أمنات تشاروين (بالإنجليزية: Amnat Charoen) هي مدينة من مدن تايلاند في محافظة أمنات تشاروين، يبلغ عدد سكانها 26,118 نسمة وذلك حسب إحصائيات سنة 2009، تبلغ مساحتها 38 كم².

## أعلام
- بياتشارت تامافان

## وصلات خارجية
- الموقع الإلكتروني